# Mechtild Sandberg-Ciletti
Mechtild Sandberg-Ciletti (* im 20. Jahrhundert) ist eine deutsche Übersetzerin. Sie hat zahlreiche Werke von Elizabeth George, Nina Bawden, Ian Fleming, Minette Walters und Joy Fielding übersetzt, außerdem Ayla und der Clan des Bären.

## Beruflicher Werdegang
Mechtild Sandberg-Ciletti absolvierte ein Studium der Anglistik und schloss die Dolmetscherschule in München als Diplomübersetzerin für Englisch ab. Danach war sie zwei Jahre in Genf als Übersetzerin in der Wirtschaft tätig. Anschließend kehrte sie nach München zurück, wo sie für einen US-amerikanischen Unternehmer dolmetschte und übersetzte. Zwei Jahre später begann sie als Krimi-Übersetzerin für den Goldmann Verlag, mit einer fünfjährigen Unterbrechung durch einen Aufenthalt in den Vereinigten Staaten. 1989 bis 2004 übersetzte sie alle bis dahin publizierten Inspector-Lynley-Kriminalromane von Elizabeth George. Seit den 1980ern übersetzte sie außerdem Psychothriller von Joy Fielding, Kriminalromane von Deborah Crombie und zahlreiche weitere Werke. Mechtild Sandberg-Ciletti arbeitete vorwiegend für Verlage aus der Verlagsgruppe Random House. Sie lebt in München.